# Volker Lilienthal
Volker Lilienthal (* 24. April 1959 in Minden) ist ein deutscher Hochschullehrer und Journalist. Seit Juli 2009 ist er Professor für „Praxis des Qualitätsjournalismus“ an der Universität Hamburg.

## Leben und Wirken
Lilienthal studierte Journalistik und Neuere Deutsche Literaturwissenschaft. Seinen Abschluss machte er 1983 an der Universität Dortmund als Diplom-Journalist. An der Universität Siegen wurde er bei Helmut Kreuzer 1987 zum Dr. phil. in Germanistik promoviert; sein Thema war Literaturkritik als politische Lektüre, also die Frage, wie politische Sympathien oder Antipathien das Werturteil der Literaturkritik beeinflussen.
Lilienthal arbeitete ab 1989 als Redakteur beim Evangelischen Pressedienst (epd). Seit 1997 war er stellvertretender Ressortleiter des Nachrichtendienstes „epd medien“ und seit 2005 auch Verantwortlicher Redakteur. Von 1996 bis 1998 schrieb er zudem Kolumnen für die Hamburger Wochenzeitung Die Zeit.
An der Johann Wolfgang Goethe-Universität war er zwischen 1999 und 2004 als Dozent für Medienkritik und Medienjournalismus aktiv. Lilienthal ist Jury-Mitglied des Adolf-Grimme-Preises, des Robert-Geisendörfer-Preises sowie des Otto-Brenner-Preises und sitzt seit 1997 auch in der Jury zur Hörbuch-Bestenliste des Hessischen Rundfunks.
Im Jahr 2005 deckte er Schleichwerbung in der ZDF-Serie Sabine! und in der ARD-Serie Marienhof auf.
Im Wintersemester 2007/08 vertrat er an der Universität Hamburg die Rudolf-Augstein-Stiftungsprofessur für Qualitätsjournalismus, auf die er zum Wintersemester 2009/10 berufen wurde.
Er lebt in Berlin und Hamburg.

## Werke
- Lügenpresse – Anatomie eines politischen Kampfbegriffs (als Hrsg., zusammen mit Irene Neverla), Köln: Kiepenheuer & Witsch 2017.
- Digitaler Journalismus. Dynamik – Teilhabe – Technik (zusammen mit Stephan Weichert et al.) (Schriftenreihe der Landesanstalt für Medien Nordrhein-Westfalen, Band 74), Leipzig: VISTAS 2014 (zusammen mit Stephan Weichert/Dennis Reineck/Annika Sehl/Silvia Worm).
- Qualität im Gesundheitsjournalismus. Perspektiven aus Wissenschaft und Praxis, Wiesbaden: Springer VS 2014 (als Hrsg., zusammen mit Dennis Reineck und Thomas Schnedler).
- Recherchieren (Wegweiser Journalismus, Band 7), Konstanz: UVK 2014.
- Professionalisierung der Medienaufsicht. Neue Aufgaben für Rundfunkräte – Die Gremiendebatte in epd medien, Wiesbaden: VS 2009 (als Herausgeber, außerdem Autor der Einleitung: Zwischen Ehrenamt und Profession, S. 11–24).
- Sendefertig abgesetzt. ZDF, SAT.1 und der Soldatenmord von Lebach. Berlin: Vistas, 2001.
- TV-Dokumentation „Der Giftschrank des deutschen Fernsehens“ 1994 auf VOX/dctp.
- Literaturkritik als politische Lektüre. Am Beispiel der Rezeption der ,Ästhetik des Widerstands' von Peter Weiss. Berlin: Spiess, 1988.

## Auszeichnungen
- 1991 – Deutscher Preis für Medienpublizistik der Freunde des Adolf-Grimme-Preises
- 1997 – Hans-Bausch-Media Preis des Süddeutschen Rundfunks Stuttgart
- 2002 – „Besondere Ehrung“ beim Bert-Donnepp-Preis für Medienpublizistik
- 2004 – Leuchtturm-Preis für besondere publizistische Leistungen der Journalistenvereinigung Netzwerk Recherche; zweiter Preis in der Kategorie „Bester wissenschaftlicher Zeitschriftenaufsatz“ der  Deutschen Gesellschaft für Publizistik und Kommunikationswissenschaft (DGPuK)
- 2005 – Reporter des Jahres und Fachjournalist des Jahres
- 2006 – Leipziger Preis für die Freiheit und Zukunft der Medien und Nominierung zum Henri Nannen Preis in der Sparte „Bestes investigatives Stück“